# 山内豊吉
山内 豊吉（やまうち とよよし）は、慶長15年（1610年） - 寛文6年1月29日（1667年2月21日））は、江戸時代初期の土佐藩の家老。通称は下総。

## 生涯
家老。奉行野中兼山を糾弾するため、藩主山内忠義に義父の深尾重昌、その子の因幡重照とともに連名で、三箇条の訴書を側近孕石頼母、生駒木工を通じて藩主の山内忠豊に提出し、兼山を失脚させるきっかけをつくった。寛文4年（1664年）2月2日家老職を命じられる。同年5月22日、兼山の召し上げられた領地を預かり、かつ排斥の謀主の一人のため、恩禄1000石加増され、本知と合算すると3530石となり、城付与力3人、郷士11人を預かった。 

## 親族
- 父：山内吉佐（酒井吉佐）
- 母：山内康豊の三女郷姫
  - 本人：山内豊吉
  - 室：深尾重昌の娘
    - 子：山内豊之
    - 子：山内豊重
    - 子：山内吉明
    - 子：酒井頼広
    - 子：宿毛領主山内節氏の室（俗名 寛）
    - 子：百々安集の室